# عرب السواحرة
عرب السواحرة أو يُسمون اختصارًا السواحرة، هي مجموعةٌ من العائلات بدوية يُقيمون في فلسطين في الأراضي الواقعة بين مقام النبي موسى في الشمال، وعشيرة العبيدية في الجنوب، وجبال القدس من الغرب، والبحر الميت من الشرق. أطلق عليهم هذا الاسم نسبةً لقريةٍ مجاورة لهم تُسمى بيت ساحور. يذكر كتاب «البدو في فلسطين» أنَّ «عرب السواحرة هم لفيفٌ من عائلات بدوية أصلها من منطقة الكرك من شرقي الأردن ومن منطقة بئر السبع»، كما يذكر أنهم حضروا إلى هذه المنطقة في بداية القرن التاسع عشر.
ذكرهم مصطفى مراد الدباغ في كتابه «بلادنا فلسطين». يذكر «قاموس العشائر في الأردن وفلسطين» بأنَّ «عشائر عرب السواحرة (سواحرة الواد) من عشائر فلسطين، أما لقبهم أتى من استقرارهم بجوار بيت ساحور». تُشير المؤلفات أيضًا أنَّ عرب السواحرة يعود أصلهم إلى الحجاز، وكانوا قد دخلوا فلسطين عبر الكرك، وأنَّ تسميتهم جاءت نسبةً إلى قبر الشيخ أحمد الساحوري الذي أحاطت به هذه القبيلة.
تذكر «مجلة البحرين الثقافية» بأنَّ أهالي عرب السواحرة ينقسمون إلى عشيرتين رئيسيتين:
- عشيرة الجعافرة: تفرعت من الحمائل التالية: الجعافرة، الخلايلة، العويسات، المشاهرة، الجعابيص، السراوخة، بشير.
- عشيرة الهلسة: تفرعت منها حمائل: الشقيرات، الهلسة، العبيدات، الزعاترة، الزحايقة.

يذكرُ كتاب «قبائل وعشائر فلسطين» الصادر عام 2005، أنَّ تعداد السواحرة عام 1931 ميلاديًا كان حوالي 1572 نسمة، وفي عام 1961 ميلاديًا قُرابة 1413 نسمة، وأنهم «كانوا يتجولون بمواشيهم في هجراتٍ موسمية شتوية إلى الساحل الشمال الغربي للبحر الميت حيث الدفء، وهجرات صيفية إلى المرتفعات الجبلية في الأطراف الشرقية للقدس وبيت لحم وساحور»، كما يُوضح أنهم استقروا خلال فترة الانتداب البريطاني في قريتي السواحرة الشرقية والغربية. كما أنهم أصبحوا يمارسون حرفًا غير حرفة الرعي، مثل الزراعة والخدمات وأعمال البناء والإنشاءات.